# 360

## Събития
- 15 февруари – Осветена е първата сграда на църквата Света София в Константинопол (днес Истанбул), която е напълно опожарена в началото на V век.
- На римския императорски престол се възкачва Флавий Клавдий Юлиан, известен още като Юлиан Апостат(в превод – Юлиан Отстъпник. Отстъпник, защото опитва да върне езичеството)
- Масово нахлуване на Хуните в земите на днешна Европа.

## Родени
- Йоан Касиан, християнски монах отшелник, основател на монашеството в Галия, канонизиран за светец